# Anglická zahrada (Mnichov)
Anglická zahrada (Englischer Garten) je veřejný park v německém městě Mnichov. Má rozlohu 375 hektarů a patří k největším městským parkům na světě, ročně ho navštíví okolo pěti milionů lidí. Leží na břehu Isaru a vede jím 78 km cest, z toho 12 km je upraveno pro koně. V parku se nachází umělé jezero Kleinhesseloher See s třemi ostrůvky, přes vodní cesty vede sto mostů.
Zřízení zahrady nařídil vévoda Karel Teodor Falcký roku 1789. Vycházel z návrhu ministra války Benjamina Thompsona, hraběte Rumforda, který chtěl v sousedství každých bavorských kasáren vybudovat zahrady, o něž by se vojáci starali a které by byly přístupné obyvatelům města. Inspirátora založení parku připomíná Rumfordův pomník od Franze Jakoba Schwanthalera i budova nazvaná Rumfordhaus, původně důstojnická jídelna a nyní středisko volného času.
Park byl otevřen pro veřejnost 1. dubna 1792. Původně se jmenoval na počest vévody Theodors Park, pak se ujal název podle stylu přírodního anglického parku, který zavedl Lancelot Brown a inspiroval se jím i mnichovský zahradní architekt Friedrich Ludwig von Sckell. Nejstarší stavbou v parku je Čínská věž podle návrhu Johanna Baptisty Lechnera. Vyhlídku v podobě antického chrámu Monopteros navrhl roku 1836 Leo von Klenze. K návštěvnickým atrakcím patří také zahradní pivnice Aumeister. Na potoce Eisbach byla v roce 1896 postavena vodní elektrárna Tivoli.
Od roku 1935 prochází parkem okružní silnice Isarring a dělí ho na vlastní Anglickou zahradu a oboru Hirschau severně od ní. Louka Schönfeldwiese se v šedesátých letech stala prvním místem v Bavorsku, kde se smějí lidé opalovat nazí. V parku probíhaly soutěže v lukostřelbě na Letních olympijských hrách 1972, vznikla zde také japonská čajovna jako připomínka, že toho roku pořádají olympiádu Mnichov a Sapporo.
V letech 1952 až 1995 v zahradě sídlila rozhlasová stanice Svobodná Evropa.